# کاریبو (کالیفرنیا)
کاریبو (به انگلیسی: Caribou) یک منطقهٔ مسکونی در ایالات متحده آمریکا است که در شهرستان پلوماس، کالیفرنیا واقع شده‌است. کاریبو ۰ نفر جمعیت دارد و ۱٬۰۰۱٫۸۹ متر بالاتر از سطح دریا واقع شده‌است.